# マン・マン湖
マン・マン湖 (Man Man Lake) はオーストラリアにある湖。西オーストラリア州キンバリー地域西部のダンピア半島東部に位置し、首都キャンベラからは北西に約3000kmの距離である。海抜74m、標高は最も高い4.2km南西部で139mである。
マン・マン湖一帯はほぼ無人の熱帯草原地帯であり、周辺の人口密度は1km2あたり2人である。年平均気温は28℃。最も暖かい10月で平均気温は33℃、最も気温の下がる6月でも22℃である。年間降水量は1,202mm。雨季の2月で344mm、乾季の8月は2mmの降水量がある。